# Peperomia thomeana
Peperomia thomeana là một loài thực vật thuộc họ Piperaceae. Loài này có ở Cameroon, Guinea Xích Đạo, và São Tomé và Príncipe. Môi trường sống tự nhiên của chúng là subtropical hoặc tropical dry forests. Chúng hiện đang bị đe dọa vì mất môi trường sống.